# 痛快!ビッグダディ
『痛快!ビッグダディ』（つうかい!ビッグダディ）は、テレビ朝日系列で不定期に放送された大家族林下家を長期取材したドキュメンタリー番組（もしくはリアリティ番組）である。大家族スペシャルとして、2006年9月から2013年12月までの7年間に通算32回放送された。

## 概要

### 元妻との復縁と離婚
物語の主人公、林下清志（通称：ビッグダディ）は、岩手県九戸郡山形村（現、久慈市山形町）で整骨院などで生計を立て8人の子供たち（4男4女）と暮らしていた。彼が36歳の頃、友人の保証人になって借金を背負ったことで嫌気がさした元妻が離婚し、子供を残し家を出てしまったためである。彼は男手ひとつで子供たちを育ててきたが、地元の高校が廃校となり、遠方の学校へ通わせるためには交通費などがかさみ彼の収入では不可能になったため、高校へ進学させることを諦めかけていた。そんな中、鹿児島県の奄美大島大和村では通学費補助が付き、生活費も格段に安く上がるとの情報を得て家族全員で移住することを決断し、問題を抱えながらも島で順調に生活していた。自給自足を目指して70坪の畑を借りたり、海で釣りなどして食料を一部賄っていた。
元妻が林下家の奄美大島での暮らしぶりを放送で見て、突然三つ子を連れて遊びに来た。元妻は離婚後、故郷の愛知県春日井市で暮らして新聞販売所で働き、その間に出来た三つ子を育てていた。遊びに来た後いったんは愛知県に帰ったが、また突然彼に相談もなく、仕事を辞めて三つ子とともに移住してきて、奄美市で生活を始めた。彼は復縁はしないが4人とも面倒を見るということにしていたが、12番目の子供の誕生を折に正式に復縁した。100年に一度の大不況で次第に島での生活が苦しくなり、彼は生活費を稼ぐため、愛知県豊田市の接骨院へ出稼ぎに出た。しかし彼が子供を残し出稼ぎに行くことに不満を感じていた元妻は、三つ子と末娘（12番目の子供）を引き取り離婚、島を出て愛知県へ引越した。同時に奄美大島に残された子供達も、高校生2人（次男、三男）を除き接骨院の寮で清志らと合流。

### 美奈子との再婚
物語は第2章へ。その頃清志は、勤務先で知り合った18歳年下で5人の子持ちの女性・美奈子と電撃再婚、豊田市でふたつの家族がひとつになった。数か月の生活を経て豊田市の寮が狭いなどの理由により奄美大島に帰ろうとしたが、女性週刊誌の記事がきっかけで島民の合意が得られず断念、さらに漁師を目指した島根県隠岐への移住計画も失敗。紆余曲折の末子供2人（長女、長男）は寮に残し、香川県の小豆島に移住した。11人家族が生活するために古い一軒家を破格値の50万円で購入し、彼は借り店舗にて接骨院を開業した。そこへ妻美奈子との間に子供（九女）が誕生した。
小豆島移住後も元妻とは連絡を取り合っていたが、次女と三男（の親権）を引き取ると言い出して清志を激怒させ、美奈子は泣いて抗議するため、豊田に住む子供達と元妻の話題が家の中で自然とタブーになり、その後の別居生活にも繋がってしまう。お互い夫婦喧嘩を繰り返しながらやがて別々に住むことになり、妻美奈子らは小海の自宅に、清志らは接骨院の二階を借り増して暮らすこととなった。だが妻美奈子の息子だけは清志との同居を選んだ。
別居から4ヵ月後次女の保健室登校が始まり、思い悩んだ結果自らタブーを破り、妻美奈子の了解の下次女を豊田に住む元妻に会わせることを決断する。豊田で元妻と出張中に立ち寄った次男と話し合った結果、学校に通い続ける事を決めた。迷いが吹っ切れたかに見えた次女だったが、プレゼントで貰った豊田の子供達の写真立てにひびが入ってるのを発見し、憤慨しまたも塞ぎこんでしまう。
妻美奈子がパートの仕事の間子供達を預かってもらったり、清志の家に泊まりに行ったりしてなし崩し的に別居解消を試みたが、離婚を前提とした同居しか認められず、九女1歳の誕生日の二人での夜間ドライブ中別居解消を頼むも応じず、『別居しなければならないんだったら…島を出ようと思う』という発言に、清志から『お前が島を出たら、オレも出る』と返された。こうして結婚記念日（の翌日）に正式に離婚が成立、接骨院は閉鎖し、お互い島を出てダブル移住をすることになった。

### ダブル移住
清志組は四男の高校進学に伴い、岩手県盛岡市に移住。道中子供達は豊田に立ち寄り元妻と2年ぶりに再会、移住翌日には全員で故郷の山形町へ7年ぶりに里帰りした。清志は就職活動するも上手く行かず、借り自宅にて接骨院を開いた。一方、美奈子組は宮崎県日南市に移住。美奈子の息子も父か母か迷った末母を選び、清志との子は美奈子が引き取り、美奈子は移住後居酒屋にバイトについた。
清志は駅から近いという立地条件もあり接骨院が軌道に乗ったが、小豆島から盛岡に移住した際唯一高校へ編入しなかった次女の就職活動が難航。その際自身も横浜への移住を決めた元妻が環境を変えて出直す良い機会なのではと次女を預かることを提案、清志は盛岡に残り定時制高校に通う方が良いのではと考えていたが、次女は悩んだ末元妻を選んだ。
お盆には元妻、三つ子と末娘を連れ盛岡に戻り清志達と再会、美奈子との結婚以来会うことを封印していた清志とは3年ぶりの再会となった。7年ぶり地元岩手で長女を除く一家が集結、総勢13人で山形町の清志の実家に里帰りした。
番組の最後にはそれぞれの近況が伝えられた。清志は接骨院を「完全予約リラクゼーション」に変更しこれからも営んでいく。長女は元妻の移住後いずれかの時期に歯科医院を辞めて横浜移住の方向でいる。次男は国家試験に受かり、三女は奄美の高校を受験することに伴い次女は同じ高校へ入り直す決断をした。元妻は離婚後愛知県のラーメン店でバイトをしていたが、子育てをしているので待遇面で正社員を希望しており、またラーメン店独立目標とし横浜のラーメン店でバイトとして修行することとなった。清志が来店しラーメンを食べ元妻が頑張っている姿を見届けた。移住ドラマの上では、ビッグダディは岩手県山形→奄美大島→愛知県豊田→小豆島→岩手県盛岡とさすらい、7年間にわたる総移動距離は5,720kmにも及んだ。

## 家族構成

### 奄美大島時代
移住記念日（2006年8月8日）時点の家族は、父と子4男4女の合計9人。なお、続柄は番組上のものを引用（以下同じ）。
- 親 - 父・林下清志（柔道整復師）
- 4男4女 - 長女・長男・次男（中学）、三男・次女・四男・三女・四女（小学）

元妻と離婚する前の家族（2011年1月現在）は、夫婦と子4男8女の合計14人。なお、父と長女は豊田在住。
- 両親 - 父・林下清志（柔道整復師）、母・元妻（主婦）
- 4男4女 - 長女（社会人）、長男・次男・三男（高校）、次女・四男（中学）、三女・四女（小学）
- 三つ子娘 - 五女・六女・七女（小学）
- 末娘 - 八女
- ペット - 小鉄（犬）、トイミー（猫）

### 小豆島時代
前妻美奈子と離婚する前の家族（2013年3月現在）は、夫婦と子5男9女の合計16人。なお、長女・長男は豊田、次男は横浜、三男は奄美大島に在住。
- 両親 - 父・林下清志（柔道整復師）、母・美奈子（求職）
- 父の連れ子 - 長女（歯科医院受付）、長男（柔整師見習い、専門学校）、次男（会社員）、三男・次女（高校）、四男・三女・四女（中学）
- 母の連れ子 - 五男（中学）、五女・六女（小学）、七女・八女（幼稚園）
- 両親の子 - 九女
- ペット - トミー（猫）

### 盛岡時代
番組終了時点の家族（2013年12月現在）は、父と子4男4女の合計9人。
- 盛岡5人
  - 父・林下清志（リラクゼーション）、四男（高校）、三女・四女（中学）
  - 長男（柔整師見習い）
- 豊田1人
  - 長女（歯科医院受付）
- 横浜2人
  - 次男（会社員）
  - 次女（元祖元妻家族5人と同居）
- 福岡1人
  - 三男（福祉の専門学校生）

## 略歴
- 1965年4月　岩手県山形村にて父・清志誕生
- 1991年3月　元嫁と婚姻[1]
- 2001年6月　元嫁と離婚[2]（4男4女を引き取る）
- 2003年9月　静岡県より岩手県山形村へ転居（接骨院開業）
- 2006年5月　『痛快!ビッグダディ』撮影スタート
- 2006年8月8日　鹿児島県奄美大島に上陸
- 2006年8月14日　大棚の自宅で接骨院開業
- 2007年8月8日　元嫁が三つ子を連れて奄美大島上陸（8月20日再上陸）
- 2007年9月25日　『痛快!ビッグダディ4』元嫁初登場
- 2007年11月　奄美市名瀬に接骨院分院を開設
- 2008年3月30日　元嫁と三つ子が大棚へ引越し・同居
- 2008年7月30日　元嫁との子が誕生（8月8日初帰宅）
- 2008年8月　元嫁と正式復縁
- 2008年12月29日　バイク転倒事故で清志入院
- 2009年2月7日　名瀬の平田院閉鎖
- 2009年2月12日　大棚にて接骨院再開業
- 2009年4月1日　元嫁が鹿児島県南九州市知覧町へ出稼ぎ（茶摘み）
- 2009年4月6日　三つ子小学校入学式
- 2009年7月24日　元嫁と三つ子・末娘の家出騒動（毛陣トンネル）
- 2009年9月21日　愛知県豊田市の接骨院へ出稼ぎ
- 2010年3月　豊田市榑俣町の米作りの会に参加
- 2010年3月　長女高校卒業（豊田へ清志と同居）
- 2010年10月23日　奄美大島集中豪雨により清志緊急帰省
- 2010年12月　六女が骨折による入院手術
- 2011年2月　元嫁と再離婚
- 2011年4月1日　前嫁美奈子と婚姻（5人の連れ子）
- 2011年5月17日　女性週刊誌で婚姻の事実が報じられる[注 1]
- 2011年7月2日　夫婦で奄美大島へ（事情説明・謝罪）
- 2011年7月31日　豊田市の神社で結婚式を挙行
- 2011年8月28日　清志の「俺はこういう人間だ」を放つ口ゲンカ[注 3]
- 2011年9月4日　香川県小豆島へ移住
- 2011年10月1日　『痛快!ビッグダディ12』前嫁美奈子初登場
- 2011年10月3日　土庄町にて接骨院開業
- 2011年12月13日　前嫁美奈子との子が誕生
- 2011年12月24・30日　次男三男帰省・長男帰省（長女以外全員集合）
- 2012年3月　次女中学卒業、四女五男小学卒業、次男高校卒業
- 2012年8月25日　大家族発祥の地・浜松市三ケ日町へ家族旅行
- 2012年9月2日　前嫁美奈子と別居
- 2012年12月13日　前嫁の「島を出ようと思う」宣言
- 2013年3月25日　前嫁が宮崎県日南市へ移住
- 2013年3月30日　岩手県盛岡市へ移住
- 2013年4月2日　前嫁美奈子と離婚
- 2013年4月3日　さすらいの原点・故郷山形町へ里帰り
- 2013年4月6日　前嫁美奈子が居酒屋でバイトを始める
- 2013年4月8日　盛岡の自宅で接骨院開業
- 2013年8月13日　元妻ら11人の子供たちが盛岡に集結
- 2013年9月5日　次女と元妻家族が神奈川県横浜市へ引越し・同居
- 2013年12月13・22・23日　清志が福岡・豊田・横浜を歴訪
- 2013年12月25日　盛岡のクリスマス（最後のロケ）

## 放送日
| 放送回 | 放送日                   | 放送時間     | タイトル                                                                                 | mb |
| ------ | ------------------------ | ------------ | ---------------------------------------------------------------------------------------- | -- |
| 第1回  | 2006年9月26日（火曜日）  | 19:00-21:48  | 痛快!ビッグダディ 4男4女の大家族に密着200日!                                             | ※  |
| 第2回  | 2007年1月2日（火曜日）   | 8:45-11:45   | 痛快!ビッグダディ 4男4女の9人大家族バツイチ41歳独身親父密着300日                         |    |
| 第3回  | 2007年4月10日（火曜日）  | 19:00-21:48  | 痛快!ビッグダディ2                                                                       | ※  |
| 第4回  | 2007年6月16日（土曜日）  | 19:00-19:57  | 特捜!ビッグダディ3                                                                       | ※  |
| 第5回  | 2007年9月25日（火曜日）  | 19:00-21:48  | 痛快!ビッグダディ4                                                                       | ※  |
| 第6回  | 2008年1月2日（水曜日）   | 6:00-11:45   | 痛快!ビッグダディ 新春6時間スペシャル                                                    |    |
| 第7回  | 2008年4月9日（水曜日）   | 19:00-21:54  | 痛快!ビッグダディ5                                                                       | ※  |
| 第8回  | 2008年10月1日（水曜日）  | 13:59-14:55  | 今夜は 痛快!ビッグダディ6（直前スペシャル）                                              |    |
| 第8回  | 2008年10月1日（水曜日）  | 19:00-21:54  | 痛快!ビッグダディ6                                                                       | ※  |
| 第9回  | 2009年1月2日（金曜日）   | 5:50-14:00   | 痛快!ビッグダディ 新春8時間スペシャル                                                    |    |
| 第10回 | 2009年4月4日（土曜日）   | 13:59-15:00  | 痛快!ビッグダディ7 特別編（直前スペシャル）                                              |    |
| 第11回 | 2009年4月8日（水曜日）   | 19:00-21:54  | 痛快!ビッグダディ7                                                                       | ※  |
| 第12回 | 2009年9月28日（月曜日）  | 19:00-21:48  | 痛快!ビッグダディ8                                                                       | ※  |
| 第13回 | 2009年12月31日（木曜日） | 20:30-23:30  | 痛快!ビッグダディ9                                                                       | ※  |
| 第14回 | 2010年8月15日（日曜日）  | 15:30-17:25  | 痛快!ビッグダディ 特別編                                                                 |    |
| 第15回 | 2010年9月26日（日曜日）  | 18:04-20:54  | 痛快!ビッグダディ10                                                                      | ※  |
| 第16回 | 2010年12月25日（土曜日） | 18:30-20:51  | 痛快!ビッグダディ11                                                                      | ※  |
| 第17回 | 2011年1月2日（日曜日）   | 6:00-14:55   | 痛快!ビッグダディ 新春激白9時間スペシャル!                                               |    |
| 第18回 | 2011年3月26日（土曜日）  | 10:50-11:45  | 今夜 ビッグダディ特別編                                                                  |    |
| 第18回 | 2011年3月26日（土曜日）  | 18:58-20:51  | 痛快!ビッグダディ 特別編                                                                 |    |
| 第19回 | 2011年10月01日（土曜日） | 12:00-13:51  | 痛快!ビッグダディ 特別編（直前スペシャル）                                               |    |
| 第19回 | 2011年10月01日（土曜日） | 18:58-20:51  | 痛快!ビッグダディ12 2週連続スペシャル!1                                                  | ※  |
| 第20回 | 2011年10月8日（土曜日）  | 18:30-20:51  | 痛快!ビッグダディ12 2週連続スペシャル!2                                                  | ※  |
| 第21回 | 2012年1月2日（月曜日）   | 10:50-14:55  | 痛快!ビッグダディ 新春4時間スペシャル                                                    |    |
| 第22回 | 2012年1月4日（水曜日）   | 18:30-19:00  | 痛快!ビッグダディ13                                                                      | ※  |
| 第22回 | 2012年1月4日（水曜日）   | 19:00-23:30  | 痛快!ビッグダディ13                                                                      | ※  |
| 第23回 | 2012年4月7日（土曜日）   | 10:00-11:45  | 痛快!ビッグダディ 特別編（直前スペシャル）                                               |    |
| 第23回 | 2012年4月7日（土曜日）   | 18:30-19:00  | 痛快!ビッグダディ14                                                                      | ※  |
| 第23回 | 2012年4月7日（土曜日）   | 19:00-20:53  | 痛快!ビッグダディ14                                                                      | ※  |
| 第24回 | 2012年4月29日（日曜日）  | 15:30-17:25  | 痛快!ビッグダディ 特別編（直前スペシャル）                                               |    |
| 第24回 | 2012年4月29日（日曜日）  | 18:56-20:54  | 痛快!ビッグダディ15                                                                      | ※  |
| 第25回 | 2012年6月23日（土曜日）  | 10:00-11:45  | 痛快!ビッグダディ 特別編 （直前スペシャル、「トリハダ（秘）スクープ映像100科ジテン」共） |    |
| 第25回 | 2012年6月23日（土曜日）  | 18:30-19:00  | 痛快!ビッグダディ16                                                                      | ※  |
| 第25回 | 2012年6月23日（土曜日）  | 19:00-20:54  | 痛快!ビッグダディ16                                                                      | ※  |
| 第26回 | 2012年9月29日（土曜日）  | 10:00-10:55  | 痛快!ビッグダディ 特別編（直前スペシャル）                                               |    |
| 第26回 | 2012年9月29日（土曜日）  | 18:30-19:00  | 痛快!ビッグダディ17 2週連続スペシャル前編                                                | ※  |
| 第26回 | 2012年9月29日（土曜日）  | 19:00-20:54  | 痛快!ビッグダディ17 2週連続スペシャル前編                                                | ※  |
| 第27回 | 2012年10月6日（土曜日）  | 18:30-19:00  | 痛快!ビッグダディ17 2週連続スペシャル後編                                                | ※  |
| 第27回 | 2012年10月6日（土曜日）  | 19:00-20:54  | 痛快!ビッグダディ17 2週連続スペシャル後編                                                | ※  |
| 第28回 | 2012年12月23日（日曜日） | 18:56-23:10  | 痛快!ビッグダディ18                                                                      | ※  |
| 第29回 | 2013年1月2日（水曜日）   | 7:25-13:55   | 痛快!ビッグダディ 新春スペシャル特別編                                                   |    |
| 第30回 | 2013年4月20日（土曜日）  | 13:59-16:00  | 痛快!ビッグダディ 特別編（直前スペシャル）                                               |    |
| 第31回 | 2013年4月21日（日曜日）  | 18:56-21:00  | 痛快!ビッグダディ19                                                                      | ※  |
| 第31回 | 2013年4月21日（日曜日）  | 21:00-23:10  | 痛快!ビッグダディ19                                                                      | ※  |
| 第32回 | 2013年12月29日（日曜日） | 18:30-19:00  | 痛快!ビッグダディ20「完結編」さすらい密着2760日!（最終回スペシャル）                     | ※  |
| 第32回 | 2013年12月29日（日曜日） | 19:00-21:00  | 痛快!ビッグダディ20「完結編」さすらい密着2760日!（最終回スペシャル）                     | ※  |
| 第32回 | 2013年12月29日（日曜日） | 21:00-翌0:05 | 痛快!ビッグダディ20「完結編」さすらい密着2760日!（最終回スペシャル）                     | ※  |

補足
- 放送回：直前スペシャルでも本篇でも、同一の放送日は一回として積算。
- mb：※はANN24局ネット、無印は一部地域で非ネット又は一部時間帯のみネット。
- ネット局：テレビ朝日を制作局として、北海道テレビ放送・青森朝日放送・岩手朝日テレビ・東日本放送・秋田朝日放送・山形テレビ・福島放送・新潟テレビ21・長野朝日放送・静岡朝日テレビ・メ～テレ・北陸朝日放送・朝日放送・広島ホームテレビ・山口朝日放送・瀬戸内海放送・愛媛朝日テレビ・九州朝日放送・大分朝日放送・熊本朝日放送・長崎文化放送・鹿児島放送・琉球朝日放送、以上 ANN系列24局。

## ナレーション
- 小倉久寛 - 2009年8月大棚の自宅を訪問（番組サイトで動画公開）。
- 藤田弓子

## 音楽
- テーマ - さすらい（歌：奥田民生）
- BGM - 吹けよ風、呼べよ嵐(歌:ピンク・フロイド、説教シーンや喧噪シーンでよく使われた）、イージュー★ライダー（歌：奥田民生）

## スタッフ
- 構成：鵜沢茂郎、外山信行
- カメラ：越間公也、濱田義之、北條英樹、田上良一
- 音声：有川毅、房神一郎、大竹繁夫、椿井隆介、水野秀樹
- ノンリニア：角田守、松元由香
- リニア編集：手塚貴幸、今野友貴、福谷裕二、杉原圭、倉田裕麻、山本良
- MA：一色勇人、中西芳樹
- 選曲効果：松丸利行、登澤三広、喜納真弓、高橋幸輝
- CG：藤井健一
- デスク：佐藤まゆみ（テレビ朝日）
- TK：長谷川菜花
- コンテンツ：長谷川主水・福島亘（テレビ朝日）
- 編成：二階堂義明・吉川徹（テレビ朝日）
- 広報：西尾浩太郎（テレビ朝日）
- 技術協力：TSP、コシマプロダクション、フォーティフォー、ピコロモンド、スタッフシルエット、東京オフラインセンター
- 協力：ゲッティ、T3Media
- 統計データ監修：鳥越規央
- リサーチ：下澤由紀子（スコープ）
- AD：斎藤康平、星原弘章
- オフライン：渡部邦彦
- ディレクター：富永誠、平野雅士、東信幸
- 演 出：今井勘太
- プロデューサー：堀田浩司（ゼロクリエイト）
- ゼネラルプロデューサー：山下浩司（テレビ朝日）
- 制作協力：零CREATE
- 制作著作：テレビ朝日

過去のスタッフ
- 音声：屋田賀史
- 編集：山代温之、古谷一幸
- MA：佐藤司
- 音効：菅野洋志
- 編成：金澤美保・遠藤華子（テレビ朝日）
- 制作：澤田尚樹
- プロデューサー：石川修（零CREATE）
- チーフプロデューサー：蓮実一隆（テレビ朝日）